# Malacanthe bleu
Pour les articles homonymes, voir Sans-culottes.
Malacanthus latovittatus · Matajuel bleu, Sans-culotte
Espèce
Statut de conservation UICN

 LC  : Préoccupation mineure
Le malacanthe bleu (Malacanthus latovittatus), également appelé matajuel bleu ou sans-culotte, est une espèce de poissons marins à nageoires rayonnées de la famille des Malacanthidae. On le trouve dans l'Indo-Pacifique.

## Étymologie
Son épithète spécifique se compose de latus signifiant « large » et vittatus signifiant « rayé », en référence à la bande noire présente sur les flancs du poisson.

## Description

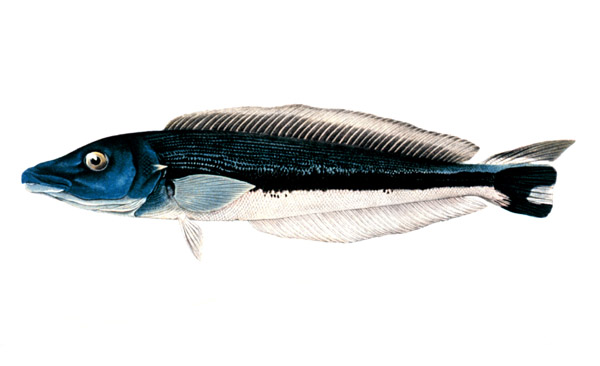
Un malacanthe bleu (Malacanthus latovittatus).

Le Malacanthe bleu a un corps allongé avec un museau pointu, la bouche s'étendant jusqu'à la narine avant. L'opercule branchial présente une épine pointue dont la taille est similaire au diamètre de la pupille.
La tête et la partie antérieure du corps sont bleues, l'arrière est blanc. Une large bande latérale noire part de la base de la nageoire pectorale chez les adultes et du museau chez les juvéniles, et va jusqu'à la queue. Les adultes ont un motif en treillis fin sur le haut du dos avec une zone blanche sur la partie inférieure de la nageoire caudale. Les nageoires anale et pelvienne sont blanches tandis que les nageoires pectorales sont bleutées. Les juvéniles ressemblent à ceux du Labre élancé (Hologymnosus annulatus). La nageoire dorsale de cette espèce contient 3 à 4 épines et 43 à 47 rayons mous, tandis que la nageoire anale a une seule épine et 37 à 40 rayons mous.
Il atteint une longueur totale maximale de 45 cm, mais mesure le plus souvent autour de 35 cm.

## Distribution
Le Malacanthe bleu se rencontre en mer Rouge, le long de la côte orientale de l'Afrique, à travers l'océan Indien et dans l'océan Pacifique jusqu'aux îles hawaïennes, Tabuaeran et Samoa, au nord jusqu'au Japon et au sud jusqu'en Australie. Il est également présent aux îles Cocos et à l'île Christmas.

## Habitat et écologie
Malacanthus latovittatus vit à des profondeurs de 4 à 65 m sur les pentes extérieures des récifs. Il a également été trouvé dans les eaux saumâtres de la rivière Goldie en Papouasie-Nouvelle-Guinée. Ils vivent en solitaire ou en couple. Bien qu'il ne nettoie pas vraiment les autres poissons, il peut imiter le labre nettoyeur auquel il ressemble pour dissuader les prédateurs de le manger. Ils ont tendance à nager haut au-dessus du substrat en chassant des proies sur le fond de la mer grâce à leur excellente vue. Les adultes forment des couples monogames. Cette espèce vit dans et autour d'un terrier qu'elle construit avec du sable et des graviers. C'est une espèce méfiante, qui préfère fuir les menaces en nageant plutôt que de se réfugier dans son terrier.
Le régime alimentaire du Malacanthe bleu est constitué d'invertébrés benthiques et de zooplancton, mais il se nourrit également de crustacés, tels que des crabes et des crevettes, de mollusques, de vers, d'oursins et de petits poissons.

## Le Malacanthe bleu et l'Homme
Le Malacanthe bleu est pêché en chasse sous-marine, à la ligne et au casier. On le trouve sur les marchés dans toute son aire de répartition, bien qu'il y soit peu commun, et peut être commercialisé frais ou conservé par salage. Il est rare dans le commerce aquariophile.

## Systématique
Le nom valide complet (avec auteur) de ce taxon est Malacanthus latovittatus (Lacepède, 1801). Le Malacanthe bleu a été décrit pour la première fois en 1801 sous le nom de Labrus latovittatus par le zoologiste français Bernard-Germain de Lacépède (1756-1825).
Ce taxon porte en français les noms vernaculaires ou normalisés suivants : Malacanthe bleu, Matajuel bleu, Sans-culotte.
Malacanthus latovittatus a pour synonymes :
- Labrus latovittatus (Lacepède, 1801)
- Malacanthus taeniatus (Valenciennes, 1839)
- Malacanthus urichthys (Fowler, 1904)
- Oceanops latovittatus (Lacepède, 1801)
- Taenianotus latovittatus (Lacepède, 1802)

## Publication originale
- Lacepède, B.G.E. (1801). Histoire naturelle des poissons. 3: i-lxvi + 1-558, Pls. 1-34.